# Secusio strigata
Secusio strigata là một loài bướm đêm thuộc phân họ Arctiinae, họ Erebidae.